# Lunalilo
Lunalilo  (nascido  William Charles Lunalilo) (Honolulu, 31 de janeiro de 1835 – Honolulu, 3 de fevereiro de 1874), foi o sexto monarca do Reino do Havaí de 1873 até sua morte em 3 de fevereiro de 1874.
Filho de Kekāuluohi e do alto-chefe Charles Kana'ina, ele era descendente real e sobrinho-neto do rei Kamehameha I. Foi educado na Escola Real por missionários americanos e proclamado elegível ao trono pelo rei Kamehameha III. Após a morte do rei Kamehameha V, foi eleito para o trono em 1873 por uma decisão unânime da legislatura do reino. Devido a sua popularidade e status como primeiro monarca eleito do Havaí, ficou conhecido como "O Rei do Povo".

## Primeiros anos

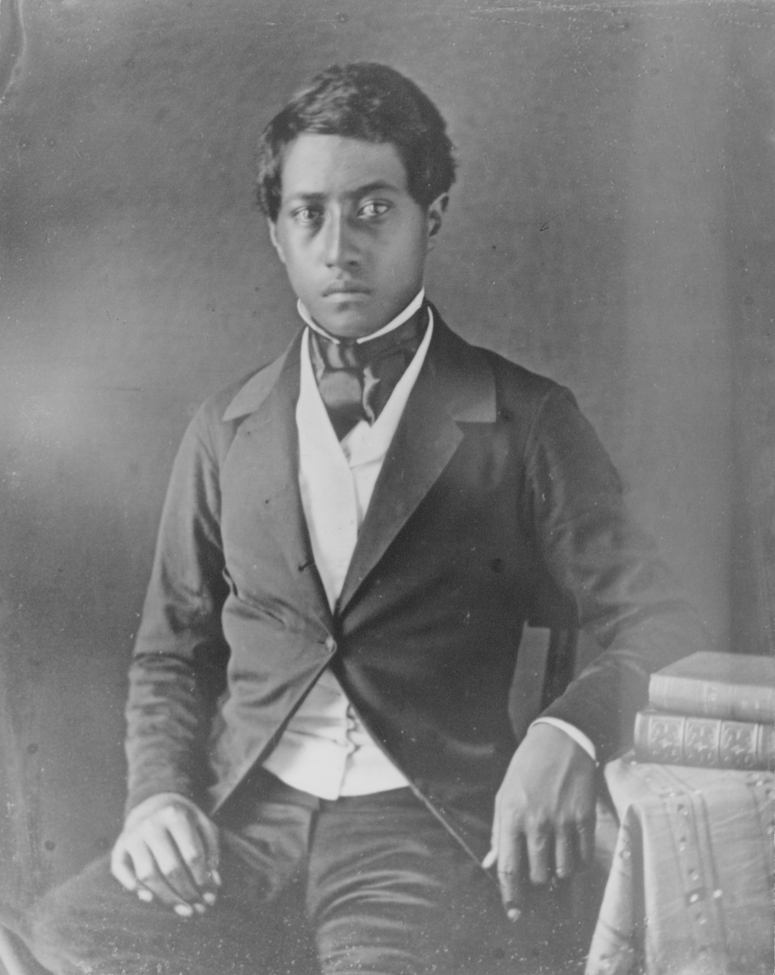
Lunalilo quando adolescente

William Charles Lunalilo nasceu em uma casa de dois andares feita de tijolos de coral, numa área conhecida como Pohukaina, agora parte do recinto do Palácio 'Iolani em Honolulu, dia 31 de janeiro de 1835. Sua mãe era a Alta-Princesa Miriam Auhea Kekāuluohi (mais tarde chamada de Kaʻahumanu III) e seu pai era o Chefe Supremo Charles Kana'ina. Ele era o sobrinho-neto de Kamehameha I de sangue e o enteado do monarca por casamento com sua mãe. Sua avó era Kalākua Kaheiheimālie, irmã da esposa favorita de Kamehameha, a rainha Kaʻahumanu. Isso fez dele tanto um primo em segundo grau quanto um primo em primeiro grau do rei Kamehameha V, do rei Kamehameha IV e da princesa Victoria Kamāmalu, através de suas mães: Kekāuluohi e Kīnaʻu (mais tarde denominadas Kaʻahumanu II) que eram meio-irmãs. Lunalilo traduz como Luna (alto) lilo (perdido) ou "tão alto a ponto de ser perdido à vista" na língua havaiana. Ele também foi nomeado após o rei Guilherme IV do Reino Unido, um grande amigo da família real havaiana.
Ele foi declarado elegível para suceder pelo decreto real do Rei Kamehameha III e enviado para a Escola da Criança do Chefe (mais tarde chamado de Escola Real) quando foi fundado pelos missionários Amos Starr Cooke e Juliette Montague Cooke. Aprendendo a falar havaiano e inglês, ele adquiriu o domínio da literatura inglesa e o amor pelos solilóquios de William Shakespeare. De acordo com uma de suas colegas Elizabeth Kekaaniau, Lunalilo foi preparado para um dia assumir o governo de Oahu após a morte de Kekūanāo'a.
Antes que as possessões do Grande Mahele Lunalilo de 239 ʻāina fossem perdidas apenas para Kamehameha III. Como resultado do Mahele, ele abdicou de 73% de suas terras. Em 1848, aos treze anos de idade, ele já era um dos maiores proprietários de terras depois do rei, herdando a terra e os bens pessoais concedidos a sua mãe e avó por Kamehameha I. Em 1850, Lunalilo entregou outra grande quantidade de terras ao governo, reduzindo suas propriedades a 43 lotes.
Carinhosamente conhecido como "Prince Bill", ele era um dos membros da realeza (além de Kalākaua e Liliʻuokalani) a escrever música. Ele compôs o primeiro hino nacional do Havaí, "E Ola Ke Ali'i Ke Akua", que foi a versão havaiana de "God Save the Queen". Ele escreveu a música em quinze minutos em um concurso organizado pelo editor de jornal Henry Whitney em 1862 para o aniversário de Kamehameha IV. Ele ganhou o concurso e foi premiado com dez dólares.
Lunalilo serviu no Conselho Privado de Estado, o conselho consultivo do monarca, de 1863 a 1865, durante o reinado de seu primo rei Kamehameha V. Ele também serviu na Casa dos Nobres, a câmara alta da legislatura, tradicionalmente reservada para os altos chefes, de 1863 a 1872.

## Noivas em potencial

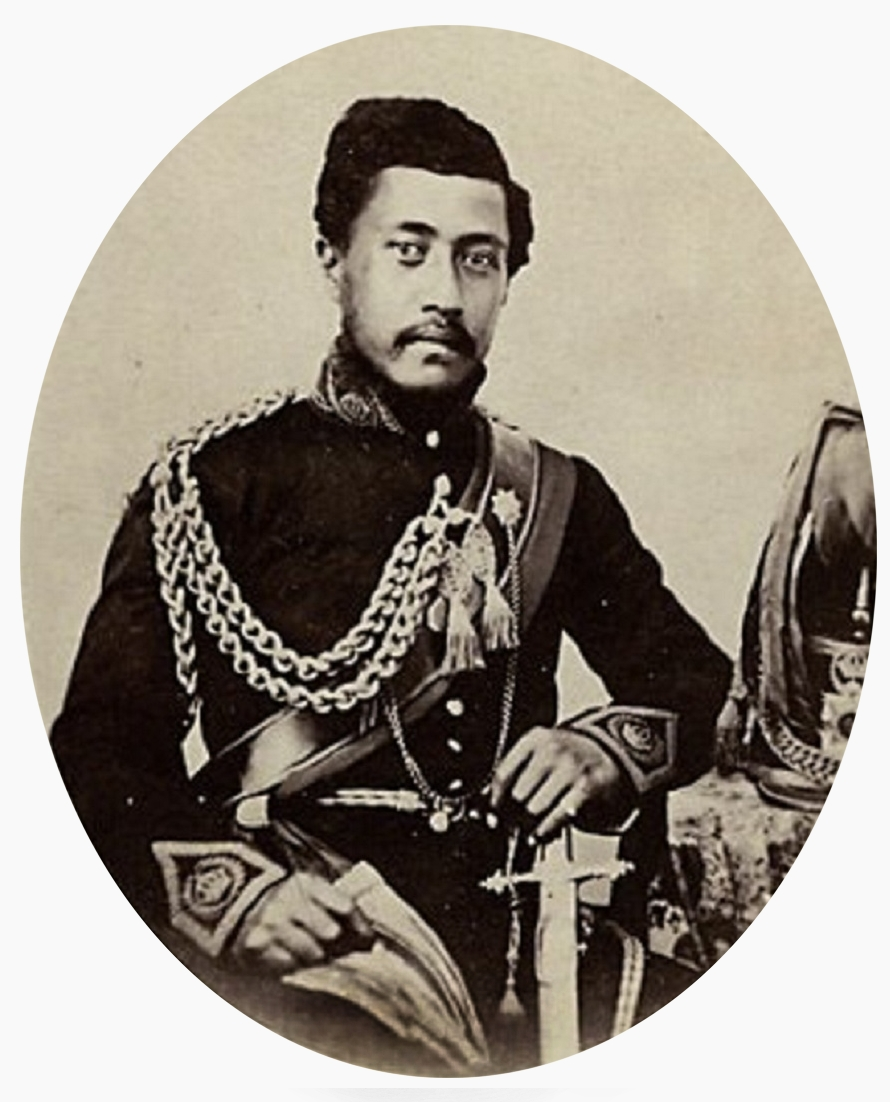
Fotografia de um jovem Lunalilo por Henry L. Chase

Ele estava noivo de sua prima, a princesa Victoria Kamāmalu, uma escolha popular entre o povo havaiano, exceto os irmãos de Victoria. Ambos foram contra o casamento deles. Seus filhos superariam a Casa de Kamehameha na classificação familiar (mana). Houve duas tentativas fracassadas de casamento entre os dois. Lunalilo compôs a música havaiana ʻAlekoki por seu amor não correspondido. Depois de Victoria, ele cortejou brevemente a mão de Liliʻuokalani, mas ela interrompeu o noivado sob o conselho de Kamehameha IV. Liliʻuokalani acabaria se casando com o americano John Owen Dominis e Victoria Kamāmalu morreria solteira e sem filhos aos 27 anos de idade em 1866. Outra suposta noiva em potencial era uma prima materna Miriam Auhea Kekāuluohi Crowningburg, que se casou com um colono alemão-americano.
Durante seu reinado como rei, foi proposto que ele se casasse com a rainha Emma, a viúva de Kamehameha IV, mas essa proposta não deu em nada devido à devoção da rainha ao seu falecido marido. Eles continuaram amigos e foi dito que ele considerou nomear ela como sua herdeira antes de morrer.Segundo o primo de Emma, Peter Kaʻeo, houve boatos de que o rei se casaria com uma chefe taitiana de Bessa Bora. Embora nunca se casasse, o rei tomou Eliza Meek (1832-1888), filha hapa-haole do capitão John Meek, o piloto do porto de Honolulu, e cunhada de seu camareiro Horace Crabbe, como amante.

## Eleição
O rei Kamehameha V faleceu em 1872 sem deixar um herdeiro natural ou nomeado. De acordo com a constituição, se um soberano não deixasse um herdeiro cabia ao parlamento eleger um novo. Vários altos-chefes se candidataram, entre eles Lunalilo, cujo seu grande rival ao trono era Kalakaua. Lunalilo era o preferido do parlamento para assumir o trono, já que era a pessoa com maior grau de parentesco com Kamehameha I, na ocasião. O trono também chegou a ser oferecido a Ruth Keʻelikōlani , que o recursou. Também foi oferecido a Berenice Pauahi Bispo, uma alto-chefe havaiana com ascendência real. Entretanto sua ascendência foi desconsiderada devido á muitas objeções, entre elas a não aceitação da pretendente em falar inglês em público, mesmo dominando a língua. Ao final sobraram apenas Kalakaua e Lunalilo, que foi eleito devido a sua popularidade tanto com o povo quanto com o parlamento. 

## Reinado
Ao tomar o poder, Lunalilo uma grande reforma na estrutura política do Havaí. Seu antecessor, Kamehameha V, havia tentado de muitas formas aumentar o poder da coroa e inclusive restaurar a monarquia absolutista. Entratanto, Lunalilo teve outras propostas, na qual visavam implantar reformas democráticas e que cedessem mais participação popular no governo. Escreveu á Assembleia Legislativa para mudar muitas clausulas e artigos da constituição de 1864. Por exemplo; antes da constituição de 1864 haviam duas câmaras, a Câmara dos Nobres, com membros designados pelo rei e a Câmara dos Representantes, eleita por voto popular. No governo de Kamehameha V as duas câmara se uniram em uma só. Lunalilo queria restaurar o governo bicameral.  O rei também queria instaurar seu direito de veto e a participação do Conselho de Ministros nos assuntos da Câmara dos Representantes. 
O monarca também desejava melhorar a situação financeira do Havaí. O reino se encontrava em crise económica devido a caça de baleias. Um grupo de comerciantes proporam ao rei a possibilidade de melhorar a economia com o  impulso na produção de açucar para os Estados Unidos. Para alcançar um acordo financeiro com o governo americano, pensava-se que o rei cederia a região de Pearl Harbor para os Estados Unidos. Por este motivo, houve controvérsias tanto na câmara dos Nobres quanto na dos representantes. Ao final de tudo, o rei cancelou a possibilidade de fechar este acordo. 
Durante o reinado Lunalilo houve um motím, onde um grupo do exercito havaiano protestava contra seus instrutores e ajudante-de-campo. O motím foi contido após o rei conversar pessoalmente com seus líderes e posteriormente abolir o exercito havaiano. A partir de então o país passou a ser defendido pela armada pessoal do rei, isso até que seu sucessor Kalakaua restaurasse o exercito. 

## Morte e sucessão
O rei Lunalilo nunca teve uma boa saude em todo seu reinado. Se abstinha de muitos maus-habitos como o alcoolismo. Na mesma época em que ocorreu o motím do exercito, o rei contraiu uma doença pulmonar. Com a esperança de se recuperar, se retirou para Kailua, onde morreu vitima de tuberculose em 3 de fevereiro de 1874, com um reinado de 1 ano e aproximadamente 1 mês. Com a idade de 39 anos anos, apenas. 
Em seu testamento deixou uma quantia para construir a Casa Lunalilo, um centro de caridade. Também deixou expresso seu desejo de não ser enterrado no Cemitério Real, mas sim no cemitério onde estavam enterrados seus pais, a Igreja de Kawaiaha'o. 

Por não deixar herdeiros nomeados ou naturais, o parlamento havaiano elegeu Kalākaua, o penúltimo monarca do Havaí. 

## EBibliografia
- Charlot, John (1982). «William Charles Lunalilo's 'Alekoki' as an Example of Cultural Synthesis in 19th century Hawaiian Literature». Wellington: The Polynesian Society. The Journal of the Polynesian Society. 91 (3): 435–444. OCLC 6015270527
- Dabagh, Jean; Lyons, Curtis Jere; Hitchcock, Harvey Rexford (1974).  Dabagh, Jean, ed. «A King is Elected: One Hundred Years Ago» (PDF). Honolulu: Hawaiian Historical Society. The Hawaiian Journal of History. 8: 76–89. OCLC 60626541. hdl:10524/112
- Dole, Sanford B. (1915). «Thirty Days of Hawaiian History». Honolulu: Hawaiian Historical Society. Twenty-Third Annual Report of the Hawaiian Historical Society for the year 1914: 28–49. hdl:10524/31
- Galuteria, Peter (1993) [1991]. Lunalilo Revised ed. Honolulu: Kamehameha Schools/Bernice Pauahi Bishop Estate. ISBN 978-0-87336-019-7. OCLC 32857010
- Judd, A. Francis; Hawaiian Historical Society (1936). «Lunalilo, the Sixth King of Hawaii». Honolulu: Hawaiian Historical Society. Forty-Fourth Annual Report of the Hawaiian Historical Society for the year 1935: 27–43. hdl:10524/50
- Judd, Walter F. (1975). Palaces and Forts of the Hawaiian Kingdom: From Thatch to American Florentine. Palo Alto, CA: Pacific Books. ISBN 978-0-87015-216-0
- Kaeo, Peter; Queen Emma (1976).  Korn, Alfons L., ed. News from Molokai, Letters Between Peter Kaeo & Queen Emma, 1873–1876. Honolulu: University Press of Hawaii. ISBN 978-0-8248-0399-5
- Kameʻeleihiwa, Lilikalā (1992). Native Land and Foreign Desires. Honolulu: Bishop Museum Press. ISBN 0-930897-59-5
- Kanahele, George S. (1999). Emma: Hawaii's Remarkable Queen. Honolulu: University of Hawaii Press. ISBN 978-0-8248-2240-8
- Kuykendall, Ralph Simpson (1953). The Hawaiian Kingdom 1854–1874, Twenty Critical Years. 2. Honolulu: University of Hawaii Press. ISBN 978-0-87022-432-4. OCLC 47010821
- Kuykendall, Ralph Simpson (1967). The Hawaiian Kingdom 1874–1893, The Kalakaua Dynasty. 3. Honolulu: University of Hawaii Press. ISBN 978-0-87022-433-1. OCLC 500374815
- Liliuokalani (1898). Hawaii's Story by Hawaii's Queen, Liliuokalani. Boston: Lee and Shepard. ISBN 978-0-548-22265-2
- Osorio, Jon Kamakawiwoʻole (2002). Dismembering Lāhui: A History of the Hawaiian Nation to 1887. Honolulu: University of Hawaii Press. ISBN 0-8248-2549-7
- Potter, Norris Whitfield; Kasdon, Lawrence M. (1964). Hawaii: Our Island State. Columbus, OH: C. E. Merrill Books
- Pratt, Elizabeth Kekaaniauokalani Kalaninuiohilaukapu (1920). History of Keoua Kalanikupuapa-i-nui: Father of Hawaii Kings, and His Descendants, with Notes on Kamehameha I, First King of All Hawaii. Honolulu: Honolulu Star-Bulletin. OCLC 154181545
- Smith, Emmerson C. (1956). «The History of Musical Development in Hawaii». Honolulu: Hawaiian Historical Society. Sixty-Fourth annual report of the Hawaiian Historical Society for the year 1955: 5–13. hdl:10524/59
- Thrum, Thomas G (3 de março de 1874). The Second interregnum: a complete resume of events from the death to the burial of His late Majesty Lunalilo (PDF). Honolulu: T. G. Thrum. pp. 1–19. Arquivado do original (PDF) em 4 de julho de 2015
- Tsai, Tiffany Ing (2016). «The 1873 Election in Hawaiʻi between Prince William Charles Lunalilo and the Other Candidate». Honolulu: Hawaiian Historical Society. The Hawaiian Journal of History. 50: 53–73. OCLC 60626541 – via Project MUSE
- Van Dyke, Jon M. (2008). Who Owns the Crown Lands of Hawaiʻi?. Honolulu: University of Hawaii Press. ISBN 978-0-8248-3211-7
- Young, Kanalu G. Terry (1998). Rethinking the Native Hawaiian Past. New York: Garland Publishing, Inc. ISBN 978-0-8153-3120-9